# Czesław Lenc
Czesław Lenc (ur. 14 marca 1926, zm. 7 stycznia 1998) – polski piłkarz, lewy obrońca, zawodnik klubu Lechia Gdańsk.
Był zawodnikiem Chojniczanki, w latach 1949-1962 reprezentował barwy Lechii, której był podstawowym obrońcą. Łącznie w ekstraklasie wystąpił w 181 spotkaniach (trzecie miejsce w historii klubu), zdobywając 1 bramkę.